# Hilary Walenty Meciszewski
Hilary Walenty Meciszewski, h. Prawdzic (ur. 7 lutego 1802 w Krakowie, zm. 14 marca 1855 tamże) – polski publicysta, polityk, reżyser teatralny; syn pułkownika Kacpra Meciszewskiego i przyrodni młodszy brat pułkownika Filipa Meciszewskiego, zabitego na początku Nocy Listopadowej.

## Życiorys
W latach 1813–1817 uczęszczał do Szkoły Departamentowej Krakowskiej, potem we Lwowie podjął studia uniwersyteckie. Przeniósł się na Akademię Krakowską (13 września 1819), a potem na prawo na Uniwersytet Warszawski. Współredagował w 1823 warszawskie pismo „Kurier dla Płci Pięknej”, potem wyjechał w dłuższą podróż po Europie. Po powrocie do Krakowa ożenił się 12 lutego 1825 z Józefą Rudolfiną Szydłowską, do której posagu należał „Hotel de Russie” przy ul. Floriańskiej 14, dziś znany jako „Hotel pod Różą”.
Podczas powstania listopadowego był adiutantem Stanisława Wodzickiego w krakowskiej gwardii miejskiej, potem jej szefem sztabu oraz sekretarzem komitetu pomocy dla rannych powstańców.
W 1833 został wybrany posłem, w sejmie był przywódcą liberalnej opozycji wobec senatu Wolnego Miasta Krakowa i członkiem Komisji Prawodawczej i Komisji Obrachunkowej. W sejmie bronił katedry literatury polskiej, właśnie zniesionej przez władze, wystąpił też z propozycją utworzenia w Krakowie opartego na kapitale rządowym lub funduszach z powszechnej pożyczki banku państwowego.
Od 12 lutego 1834 redaktor „Tygodnika Krakowskiego”, który w kwietniu przekazał Franciszkowi Gąsiorowskiemu. W latach 30. i 40. XIX w. czołowa postać liberalnej opozycji w Rzeczypospolitej Krakowskiej. Sekretarz Izby Reprezentantów w 1838 r., autor odrzuconego projektu adresu do dworów opiekuńczych. W roku 1840 wydał Memoriał historyczny i polityczny o stanie obecnym Wolnego Miasta Krakowa i jego okręgu, który z dołączoną do niego petycją od mieszkańców Wolnego Miasta stał się przedmiotem dyskusji we Francji oraz Anglii i przyczynił się do przerwania austriackiej okupacji Krakowa.
Jako przedstawiciel myśli liberalnej w Rzeczypospolitej Krakowskiej, wraz z Walerym Litwińskim, rektorem Uniwersytetu Jagiellońskiego, walczył o zachowanie ustroju konstytucyjnego (podział władz, gwarancje swobód obywatelskich). Był przeciwny nadużyciom władzy wykonawczej. Postulował wolność słowa i prasy, autonomię uniwersytetu. Był za sprawnym funkcjonowaniem wymiaru sprawiedliwości.
W 1843 roku wydał Uwagi o teatrze krakowskim (obszernie krytykując w tym czasie na łamach prasy dyrektora Tomasza Chełchowskiego). W tym samym roku, po rezygnacji Chełchowskiego, powierzono mu dyrekcję. Wywiązał się dobrze z zadania, utrzymując wysoki poziom teatru, w którym odgrywano wiele sztuk polskich (gł. Fredrę Korzeniowskiego). Zasłużył się dla rozwoju krakowskiej opery.
W czasie Wiosny Ludów redagował w Krakowie gazetę „Dziennik Narodowy”. Krytyka powstania poznańskiego (wynikająca z antyrosyjskiego nastawienia redaktora, przeciwnego walce z Niemcami) i ewolucja poglądów w stronę konserwatyzmu doprowadziły do utraty popularności Meciszewskiego w środowisku krakowskiej opozycji. W 1848 roku wyjechał z Krakowa.
Pochowany na krakowskim cmentarzu Rakowickim.